# 24994 Prettyman
24994 Prettyman è un asteroide della fascia principale. Scoperto nel 1998, presenta un'orbita caratterizzata da un semiasse maggiore pari a 2,3632138 UA e da un'eccentricità di 0,1140384, inclinata di 6,47596° rispetto all'eclittica.